# Frastanz
Frastanz är en ort och kommun i distriktet Feldkirch i förbundslandet Vorarlberg i Österrike. I sydväst gränsar kommunen till Liechtenstein.